# 吉田小南美
吉田小南美（日语：／ Yoshida Konami，1967年6月6日—），日本女性配音員。Quatre Stella所屬。出身於東京都。本名吉田 古奈美（日文讀音相同）。身高145cm。O型血。

## 經歷
中學時期因觀賞舞台劇《死亡陷阱》，開始對舞台表演產生了興趣，到了大學時期進入劇團培訓學校學習。於古川登志夫代表劇團劇團青杜所屬期間，從日本播音演技研究所畢業，成為ARTSVISION所屬。據本人表示每天到排練廳的時候是一邊打掃一邊練習發聲，被培訓學校隔壁經紀公司的音效製作人聽見，因此請她參加《魔神英雄傳》（聲演的角色名為「EX Man」）的演出而成為其配音出道作品。《魔神英雄傳》放送終了後，一度因為受挫想要放棄配音（含芝居）事業，由於希望自己在舞台上表演，因此重返培訓學校繼續發展。1997年7月1日離開ARTSVISION，成為自由身，次年1998年7月1日加入俳協。2000年8月1日，從俳協離所，成立個人事務所Ange Doll，2001年4月1日起使用吉田小南美作為現在的藝名。2005年3月1日起加入PRODUCTION TANC。2016年5月3日，在自己的網誌宣布加入現在所屬的Quatre Stella。
2006年4月，吉田親自擔任講師，並將自己的個人事務所改為聲優講習研習會，專注培育後進新人。

## 人物、逸事
同行荒木香衣是吉田在劇團青杜、日本播音演技研究所時期的前輩，因為2人私下也有不錯的交情而為人熟知。
於主演《咕嚕咕嚕魔法陣》女主角柯柯麗配音期間，卻因聲帶使用過度，造成聲帶疲勞而無法發出聲音，經醫生診斷的結果說「因為妳用了平常很少在用的聲帶，所以才會造成喉嚨破裂」及叮嚀。因此她花了2週的時間保養喉嚨，並為柯柯麗的聲音有點不一樣而感到懊悔。而且還說到因為無法用搞笑噱頭逗人笑，所以在許多角色歡笑場合要求一起歡笑時感到困難。
於電台節目《青春Radimenia》演出期間，和該節目的DJ南香織2人一起發行CD專輯。發行後在田中公平承包音樂工作的動畫作品中接受特訓。
本身很喜歡酒品。興趣：芳香療法、玩遊戲、吹篠笛。

## 演出
粗體字表示主要角色。

### 電視動畫
年份不詳
- 麵包超人（年份不詳－2021年，雙孢蘑菇弟弟、金平糖人、水桶弟弟〈第3代〉、研磨小和尚、柚子公主）

1988年
- 魔神英雄傳（1988年－1989年，女學生、EX Man）

1989年
- 魔動王（女孩子）

1991年
- 機甲警察金屬傑克（留香、女孩子、女孩子A）
- 電腦小奇俠（日语：ゲンジ通信あげだま）（女A）
- 閃電霹靂車（追逐的辣妹）
- 絕對無敵雷神王（1991年－1992年，白鳥瑪莉亞[10]、近藤秀則[10]）
- 太陽勇者（晶、職員、主婦、廣播、守、凱西、女）

1992年
- 美味大挑戰 究極對至高 長壽料理對決!!（空服員）
- 元氣小子（廣播）
- 勇者傳說達鋼（打海灘排球的女孩子、女性、學生〈男〉、學生）

1993年
- 機動戰士V鋼彈（瑪蒂娜·克朗斯基[11]、蘇菲亞·任霖茲[12]、瑞穗·米奈甘）
- 蠟筆小新（1993年－1994年，女、妙子 等）
- 熱血最強（女學生）
- 奇蹟☆女孩（高村奈奈）

1994年
- 超變身俏妞（日语：超くせになりそう）（早乙女葵）
- 美少女戰士S（セニシエンタ）
- 魔法騎士雷阿斯（1994年－1995年，龍咲海[13]）
- 咕嚕咕嚕魔法陣 (1994年版)（柯柯麗）
- 美少女戰鬥隊（未來）

1995年
- 動畫世界的童話（日语：世界名作童話シリーズ ワ〜ォ!メルヘン王国）（末子）
- 怪盜Saint Tail（加奈子）
- 暖暖日記（1995年－1996年，花栗鼠君）

1996年
- 靈異教師神眉（花子小姐）
- 山林小獵人 (1996年版)（勇者）
- 名偵探柯南（1996年－2004年，九十九文乃、川口瑞希、森本友美 等）
- 勇者指令達古王（宇宙女王蟻扎戈斯女王）

1997年
- 鬼太郎 (第4作)（佳枝〈小時候〉）
- 哆啦A夢 (大山羨代版)（助手）
- 貓狐警探（日语：はいぱーぽりす）（未里）
- 勇者王（初野華[14]、磯貝櫻[15]、芭莉安契[16]、獅子王絆）
- 烈火之炎（辰子）

1998年
- 吸血姬美夕（藤村優希）
- Generator Gawl（日语：ジェネレイターガウル）（千明棗）
- 時空偵探建次君（瑪莉亞）
- 小豬萬萬歲（少女）
- 神奇寶貝（清美）
- 魔術士歐菲（1998年－1999年，瑞奇[17][18]、艾爾卡麗納[19]）2系列
- 桃色姊妹花（日语：ももいろシスターズ）（福屋螢子）

1999年
- 課長王子（浦內）

2000年
- 金田一少年之事件簿（桐江想子）
- 數碼寶貝大冒險02（麥可、蜆殼獸）
- 咕嚕咕嚕魔法陣 心跳♡傳說（柯柯麗）
- ONE PIECE（凱洛兒）

2002年
- 金肉人II世（2002年－2006年，米特（日语：アレキサンドリア・ミート））3系列
- 東京喵喵（女性AD）

2003年
- 魔法少年賈修（2003年－2006年，洛布諾斯、艾莉、賈修·貝爾（日语：ガッシュ・ベルと高嶺清麿#ガッシュ・ベル）〈第2代〉、方葛）
- 偵探學園Q（畔上里央）

2004年
- To Heart ～Remember my memories～（姬百合瑠璃）
- 光之美少女（谷口聖子）
- 神奇寶貝超世代（青綿鳥）
- 鼻毛真拳（軍艦〈少年時期〉）

2005年
- 甲蟲王者 森林居民的傳說（修瑞）
- ToHeart2（姬百合瑠璃）
- 怪醫黑傑克（古河敏江）
- 勇者王FINAL GRAND GLORIOUS GATHERING（初野華[注 1]）

2006年
- 天使心（二歳的香）
- 飛天小女警Z（記者）
- 溫暖森林的拉斯卡魯（日语：ぽかぽか森のラスカル）（利諾的媽媽）

2007年
- 忍者亂太郎（2007年－，草子〈第3代〉、小孩、購物顧客）

2008年
- 野昭如 戰爭童話集「小菊與大野狼（日语：キクちゃんとオオカミ）」（廣太郎）
- 小雙俠 (2008年版)（原始人）

2012年
- 聖鬥士星矢Ω（春麗）
- 數碼寶貝合體戰爭 穿越時空的少年獵人們（金田勇）

2018年
- 鬼太郎 (第6作)（[20]）

2022年
- 數碼寶貝幽靈遊戲（妖精獸）

2023年
- 開闊天空！光之美少女（王妃）

### 電影動畫
1989年
- 金星戰記（日语：ヴイナス戦記）（凱西）

1991年
- 機動戰士鋼彈F91（科春·海茵）

1996年
- 劇場版 咕嚕咕嚕魔法陣（柯柯麗）

2001年
- 劇場版 金肉人II世（米特（日语：アレキサンドリア・ミート））

2002年
- 金肉人II世：肌肉人參爭奪！超人大戰爭（米特）
- （花栗鼠君）

2007年
- 麵包超人：骷髏人與骷髏骷髏子（柚子公主）

2012年
- 劇場版 Smile 光之美少女！兒童圖畫書裡的世界都不協調！（一寸法師）
- 柳瀨嵩劇場：春之笛（日语：やなせたかしシアター#ハルのふえ）（松鼠）

2014年
- 劇場版 光之美少女 All Stars New Stage3：永遠的朋友（夢太）

### OVA
1989年
- 機動戰士SD鋼彈MARK-II（日语：機動戦士SDガンダム）（莉納、莎拉）
- 機動戰士鋼彈0080：口袋裡的戰爭（桃樂絲[21]）

1991年
- 創龍傳

1992年
- 絕對無敵雷神王 初戀大作戰！（白鳥瑪莉亞）
- 絕對無敵雷神王 陽昇城機關夢日記（白鳥瑪莉亞）
- BASTARD!! -暗黑的破壞神-（1992年－1993年，希拉·梅塔·利卡那）
- 魔物獵人妖子2（神崎梓）

1993年
- 惡右衛門（莉茲[22]）
- （川原泉）
- 絕對無敵雷神王 大家是地球防衛組（白鳥瑪莉亞）
- 魔物獵人妖子3（神崎梓）

1994年
- 魔物獵人妖子5 光陰霸王之亂（神崎梓）
- YAMATO2520（絲夏）

1995年
- 魔物獵人妖子2（梓2號）

1996年
- 銀河少女傳說 ～哀傷的賽雷茵～（日语：銀河お嬢様伝説ユナ）（露西亞）

1997年
- 電腦戰隊VOOGIE'S★ANGEL（日语：電脳戦隊ヴギィ'ズ★エンジェル）（妮娜·伍德福特博士）
- 魔法騎士雷阿斯（龍海）

2000年
- 勇者王FINAL（初野華[23]、磯貝櫻[24]）

2007年
- OVA ToHeart2（姬百合瑠璃）

2008年
- ToHeart2ad（姬百合瑠璃）

2009年
- ToHeart2 adplus（姬百合瑠璃）

2010年
- ToHeart2 adnext（姬百合瑠璃）

2012年
- ToHeart2迷宮旅人（姬百合瑠璃）

### 網路動畫
- 魔神英雄傳 七魂的龍神丸（2020年，EX Man、梅爾、工作人員B）

### 遊戲
1993年
- Flash Hiders（日语：フラッシュハイダース）（席奈·邦派德、雷）
- Moonlight Lady（日语：ムーンライトレディ）（水無神綾／月光淑女Aquarius）

1994年
- 美少女雀士II（日语：アイドル雀士スーチーパイ）（天野麻衣、篠原艾莉絲）
- 阿爾納姆之牙 獸族十二神徒傳說（日语：アルナムの牙 獣族十二神徒伝説）（梅芳、真砂、一種九號）
- 初戀物語（水樹瑠衣）
- POLICENAUTS（日语：ポリスノーツ）（旁白）

1995年
- 亞克傳承（庫庫魯·莉魯·懷特）
- 美少女雀士Special（天野麻衣）
- 美少女雀士Limited（天野麻衣）
- 美少女雀士Remix（天野麻衣）
- 宇宙騎警（旁白）[注 2]
- 魔法騎士雷阿斯（龍海）
- 咕嚕咕嚕魔法陣（柯柯麗）
- 美少女戰鬥隊（未來）

1996年
- 亞克傳承II（庫庫魯·莉魯·懷特、巧可／艾克拉·艾爾瓦斯）
- 美少女雀士II Limited（天野麻衣、篠原艾莉絲）
- （琳達）
- 星海遊俠1 初次啟航（米莉·奇利特、菲雅·梅爾）
- 魔法氣泡CD通（巫婆、雙胞胎的凱特西）
- 咕嚕咕嚕魔法陣2（柯柯麗）
- 夢幻模擬戰3（日语：ラングリッサーIII）（芙蕾亞公主）

1997年
- 亞克傳承 妖精戰士 wuth 怪物賭場（日语：アークザラッド・モンスターゲーム with カジノゲーム）（庫庫魯·莉魯·懷特、巧可／艾克拉·艾爾瓦斯）
- 秀逗魔導士 Royal（リネア·ディア·フレイムドール）
- 電腦天使（日语：電脳天使）
- 同級生2（都築梢）
- 麻雀學園祭（日语：麻雀学園祭）
- White Diamond（艾爾）
- 魔法學園LUNAR！（日语：LUNAR さんぽする学園）（莉庫）
- Little Lovers（日语：Little Lovers）（小百合）

1998年
- AZITO2（秋富士珠美）
- GUN甘巴雷！遊戲天國（庫拉莉絲）
- 個人教授（日语：個人教授 (ゲーム)）（千葉千尋）
- （天野麻衣、篠原艾莉絲）
- 超級洛克人大冒險（日语：スーパーアドベンチャーロックマン）（蘿露）
- （夏川咲）
- 幻想大陸戰記（旁白）
- （佐伯瞳）
- Little Lovers 2nd（日语：Little Lovers 2nd）

1999年
- 亞克傳承III（日语：アークザラッドIII）（巧可）
- 美少女雀士III（天野麻衣、篠原艾莉絲）
- 美少女雀士DC（日语：アイドル雀士をつくっちゃおう#アイドル雀士をつくっちゃおう）（天野麻衣、篠原艾莉絲）
- 降鬼一族（一花、太照天昼子）
- 超級機器人大戰完全版（貝露·艾爾）
- 快打旋風EX2 PLUS（日语：ストリートファイターEX）（艾莉亞（日语：エリア (ストリートファイター)））
- 滑雪板小子（日语：スノボキッズ）（尼可爾＝庫奇、蘇拉修的母親、男孩子）
- 70年代風機器人動畫 GeP-X（日语：70年代風ロボットアニメ ゲッP-X）（堺宏美、夕子、希瑟將軍）
- FRIENDS ～閃耀的青春～（日语：同窓会 (ゲーム)#同窓会 -Yesterday Once More-）（秋山綠）
- 悠久伊甸園（戴西）
- Little Lovers SHE SO GAME（日语：Little Lovers SHE SO GAME）（日向小百合）

2000年
- 日昇英雄譚R（日语：サンライズ英雄譚）（初野華）
- 超級機器人大戰α（貝露·艾爾、美特蘭兵）
- 快打旋風EX3（艾莉亞）
- 7BLADES（日语：7BLADES）（鐵砲百合）

2001年
- 光明騎士3（日语：グローランサーIII）（芭芭拉）
- 月之翼 ～超越時空的聖戰～（日语：ルナ・ウイング 〜時を越えた聖戦〜）（艾莉西亞）

2002年
- 金肉人II世 正義超人之路（日语：キン肉マンII世 正義超人への道）（米特（日语：アレキサンドリア・ミート））
- 金肉人II世 新世代超人VS傳說超人（日语：キン肉マン ジェネレーションズ）（米特、吉娃娃人）
- 超級機器人大戰IMPACT（日语：スーパーロボット大戦IMPACT）（貝露·艾爾）
- 雷電乒乓（日语：ライジンピンポン）（西湖）

2003年
- 亞克傳承 精靈的黃昏（日语：アークザラッド 精霊の黄昏）（庫庫魯·莉魯·懷特、巧可）
- 第2次超級機器人大戰α（和泉奈奈、初野華）
- 全民高爾夫4（ゆみっぺ）

2004年
- 亞克傳承 新世代（日语：アークザラッドジェネレーション）（庫庫魯·莉魯·懷特、巧可）
- 金肉人 世代（日语：キン肉マン ジェネレーションズ）（米特）
- 魔法少年賈修 激鬥！最強的魔物們（日语：金色のガッシュベル!! 激闘!最強の魔物達）（洛布諾斯）
- 碰碰車火箭（庫拉莉絲）
- 超級機器人大戰MX（和泉奈奈）
- 超級機器人大戰GC（日语：スーパーロボット大戦GC）（白鳥瑪莉亞、近藤秀則）
- ToHeart2（姬百合瑠璃）

2005年
- （栗平六夏）
- 魔法少年賈修 友情的電撃 Dream Tag Tournament（日语：金色のガッシュベル!! うなれ!友情の電撃 ドリームタッグトーナメント）（艾莉）
- 第3次超級機器人大戰α 終焉之銀河（和泉奈奈、Z主體、芭莉安契）
- 鋼之鍊金術師3 繼承神的少女（日语：鋼の錬金術師3 神を継ぐ少女）（諾倫）

2006年
- 金肉人 肌肉世代（日语：キン肉マン ジェネレーションズ）（米特）
- 金肉人 肌肉大獎賽MAX（日语：キン肉マン マッスルグランプリ#キン肉マン マッスルグランプリ）（米特、銀假面、小孩）
- 數碼寶貝 拯救隊外傳任務（日语：デジモンセイバーズ アナザーミッション）（比丘獸）

2007年
- 美少女雀士III Remix（天野麻衣、篠原艾莉絲）
- 美少女雀士IV（篠原艾莉絲）
- SD鋼彈 G世代 SPIRITS（瑪蒂娜·克朗斯基、桃樂絲）

2008年
- 超級機器人大戰A 攜帶版（和泉奈奈）

2009年
- 超級機器人大戰NEO（日语：スーパーロボット大戦NEO）（白鳥瑪莉亞、近藤秀則）
- ToHeart2 PORTABLE（姬百合瑠璃）

2010年
- 美少女雀士IV 攜～帶版（篠原艾莉絲）

2011年
- ToHeart2 迷宮旅人（日语：ToHeart2 ダンジョントラベラーズ）（姬百合瑠璃）
- ToHeart2 DX PLUS（姬百合瑠璃）

2012年
- PACHISLOT ToHeart2（姬百合瑠璃[25]）

2013年
- 超級機器人大戰Operation Extend（白鳥瑪莉亞、近藤秀則）

2014年
- 降鬼一族2（日语：俺の屍を越えてゆけ2）（紅梅白梅皇子、太照天昼子[26]）

2015年
- 超級機器人大戰BX（貝露·艾爾、白鳥瑪莉亞、近藤秀則、Z主體）

2018年
- 超級機器人大戰X（EX Man）
- 哥德系魔法少女 ～快和我訂下契約！～（龍咲海[27]）
- 星海遊俠：回憶（日语：スターオーシャン:アナムネシス）（米莉·基利特、菲雅·梅爾）

2019年
- 超級機器人大戰T（Z主體、龍咲海）
- 女神剖析 -起源-（日语：ヴァルキリーアナトミア -ジ・オリジン-）（龍海）
- 魔法少年賈修 Golden Memories（艾莉）
- 銀河遊俠1：初次啟航R（米莉·基利特、菲雅·梅爾）

2021年
- 超級機器人大戰30（初野華、龍咲海）

### 外語配音

#### 電影
- 王牌罪犯（英语：Ordinary Decent Criminal）

#### 電視影集
- 空間之旅（英语：Spellbinder (TV series)）（卡特里娜·墨格爾頓〈米凱拉·努南〉）
- 銀河飛龍（克拉拉·薩特〈諾利·桑頓（英语：Noley Thornton）〉）

#### 動畫
- 101忠狗 (1997年電視動畫)（英语：101 Dalmatians: The Series）（凱妹〈凱絲·蘇西（英语：Kath Soucie）〉）
- 大力士（英语：Hercules (1998 TV series)）（女性）
- 大長今 (2005年電視動畫)（李連生〈樸素拉（朝鲜语：박소라）〉）
- 勇闖極地（英语：Long Way North）（薩莎的母親[28]）
- 西遊記（千里眼）
- 企鵝與水晶

### 廣播節目
- 大動畫博覧會（日语：大アニメ博覧会）（與田中公平共同主持，1993年4月9日-1994年9月，東海電台）
- 吉田古奈美的Midnight Friends（東海電台）
- 電腦戰隊VOOGIE'S★ANGEL 我想成為天使!!（日语：電脳戦隊ヴギィ'ズ★エンジェル#ラジオ）（與竹內葵（日语：竹内葵）共同主持，1997年10月4日-1998年3月28日，關西電台）
- 吉田古奈美的無限之夜（Radio Tampa→NIKKEI電台）
- 吉田小南美的Angeblanc（CAUSE PLANNING／anista.tv（日语：アニスタ.TV））

### CD
- （凱瑪莉）
- （凱瑪莉）
- Chaosic Rune（日语：カオシックルーン）
- Amitie（吉田古奈美&荒木香惠）
- 金田一少年之事件簿 死神醫院殺人事件（醍醐真紀）
- 金肉人II世 角色歌曲精選新世代正義超人之歌「交給米特我吧」
- 金肉人II世 歌與音樂集「牛小排丼音頭」
- Sound of Silence（「山鷹之歌」「斯卡伯勒集市」的歌唱）
- CD劇場 勇者鬥惡龍（日语：CDシアター ドラゴンクエスト）（艾莉納、盧卡斯〈幼年時期〉、提米、芭芭拉）
- 集英社卡式錄音帶書 JoJo的奇妙冒險 第1卷 空條承太郎參見之卷（不良少女）
- 絕對無敵雷神王系列
  - 絕對無敵雷神王 唱歌吧地球防衛組！（白鳥瑪莉亞、近藤秀則）
  - 絕對無敵雷神王IV 地球防衛組全員出動！（白鳥瑪莉亞、近藤秀則）
  - 絕對無敵雷神王V 廣播劇CD特輯 絕對無敵的玉手箱（白鳥瑪莉亞、近藤秀則）
  - 絕對無敵雷神王 （白鳥瑪莉亞、近藤秀則）
  - 絕對爆發雷神王對元氣爆發（非賣品）（白鳥瑪莉亞）
- T'idal☆Wave（吉田古奈美&南香織）
- 奮戰吧！賽巴斯汀（日语：戦う!セバスチャン）（海蒂）
- 電腦戰隊VOOGIE'S★ANGEL#廣播（日语：電脳戦隊ヴギィ'ズ★エンジェル#ラジオ） VOL.1－2（吉田古奈美&竹內葵）
- ToHeart2 CharacterSongs（AQUAPLUS）
- 廣播劇CD 出雲傳奇（日语：八雲立つ） 音盤物語（瀧）
- 聖魔大戰 （拉西亞）
- 美少女纏組（日语：ファイアーウーマン纏組）（藤川渡〈幼少時期〉）
- 夢幻遊戲 玄武開傳（芬）
- 魔神英雄傳 七魂的龍神丸（EX Man、人偶的聲音）
- 魔神英雄傳 七魂的龍神丸 原聲廣播劇（EX Man、女性獸人）
- 真冬流星（WITH YOU（日语：WITH YOU (音楽ユニット)）名義）
- 咕嚕咕嚕魔法陣 廣播劇CD ～大迷惑！熱血妖精的報恩～（柯柯麗）
- 咕嚕咕嚕魔法陣 原聲廣播劇 ～把水晶球拿回來！ 這是黑暗中的大陰謀!!～（柯柯麗）
- 咕嚕咕嚕魔法陣 ～吉米納村的祭典～（柯柯麗）
- 魔術士歐菲 無謀篇（キャリアン）
- 皆口裕子的Dear My Friends ～～（嘉賓）
- 千禧年系列 時間膠囊Vol.9 ～～（2000年12月16日）（吉田古奈美）
- （吉田古奈美名義的首張獨立專輯）
- 勇者王系列（大河幸太郎）
  - 廣播劇特別篇1 ～生化人誕生～（初野華）
  - 廣播劇特別篇2 ～機器人闇酷冒險記～（獅子王絆）
  - 廣播劇特別篇3 ～最強勇者美女軍團～（初野華、磯貝櫻）
  - 廣播劇特別篇4 ～永遠的ID5…～（KA輔）
  - 霸界王 ～我王凱牙對進化人～ the COMIC 第1卷特裝版特別CD（2019年，初野華）
- REVERY EARTH（日语：レヴァリアース） 能呼喚幸運的手鐲!?（維克）
- REVERY EARTH vol.2 吉翁的女難!!（維克）

### 廣告
- 絕對無敵雷神王 馬拉松廣告（白鳥瑪莉亞）

### 其它
- Vol.2 吉田古奈美（Windows95）
- 咕嚕咕嚕魔法陣 螢幕保護程式&桌布集（Windows3.1/95）
- 咕嚕咕嚕魔法陣 ～不可思議點擊繪本～ （Windows&Macintosh）
- 咕嚕咕嚕魔法陣 心跳動畫精選（Windows&Macintosh）
- 吉田古奈美的元氣頻道“夢VISION”（寫真CD）
- （Windows）
- 醫院內自動精算機的聲音（曾在電視節目《珍奇百景鑑定團》做介紹）

## 腳註

## 外部連結
- 吉田小南美｜Quatre Stella （页面存档备份，存于） （日語）
- （日語）－吉田小南美的官方個人網站。
  -  （日語）－吉田小南美聲優講習研究會「Ange Doll」官方網站。
- （日語）－吉田小南美的官方個人部落格。
- 吉田小南美的X（前Twitter） （日語）